# Eynallı
Eynallı är en ort i Azerbajdzjan.   Den ligger i distriktet Ağstafa Rayonu, i den västra delen av landet, 400 km väster om huvudstaden Baku. Eynallı ligger 398 meter över havet och antalet invånare är 2 284.
Terrängen runt Eynallı är platt åt nordost, men åt sydväst är den kuperad. Runt Eynallı är det ganska tätbefolkat, med 72 invånare per kvadratkilometer.. Närmaste större samhälle är Aghstafa, 6,8 km nordväst om Eynallı.
Trakten runt Eynallı består till största delen av jordbruksmark.